# 赤松諒一
赤松 諒一（あかまつ りょういち、1995年5月2日 - ）は、日本の陸上競技選手（走高跳）。2024年パリ五輪で日本勢88年ぶりとなる5位入賞を果たした（日本歴代4位タイの2m31）。岐阜県岐阜市出身。
現在は競技と並行し、岐阜大学大学院医学系研究科の研究生として博士号取得を目指している。身長183センチメートル。

## 略歴
小学5年から中学3年までの5年間はバスケットボールに打ち込み、岐阜市立精華中学校では全国中学校体育大会で16強入り。岐阜県立加納高等学校に進学し、高校でもバスケットボールを続けるつもりで体験入部をしたが、顧問の先生が怖くて入部届は出さず、友人の誘いで陸上競技を始めた。高校3年次に全国高校総体に出場し2m10で3位。その後の記録会では2m16で岐阜県高校新記録を樹立した。
関東の強豪大学からの誘いもあったが、高校卒業後は地元の岐阜大学に進学。岐阜大陸上部にはほかに走り高跳びの選手はおらず、学内には十分な助走距離を確保できる練習場所もなかったが、大学2年次に日本学生陸上競技対校選手権大会（日本インカレ）で初優勝するなど大学院時代も含めて計3度優勝を果たす。
大学院修了後はIT企業のアワーズ株式会社（岐阜県大垣市）に所属しながらシステムエンジニアとして勤務した。同社が医療系システムの開発に力を入れていることから、2021年からは岐阜大学医学部整形外科の研究生として、高齢者の転倒予防について研究。競技者、エンジニア、研究者の三刀流ジャンパーとして話題になった。
第106回日本陸上競技選手権大会で2m20で3位タイとなり、2022年世界陸上競技選手権大会に初出場したが、2m21で予選敗退（19位）。
2023年2月、第10回アジア室内陸上競技選手権大会で自己ベストの2m28で優勝。同年6月、第107回日本陸上競技選手権大会では2m29の自己ベストで初優勝。翌7月の第18回トワイライト・ゲームスで再び自己ベストを更新する2m30で優勝した。8月、2023年世界陸上競技選手権大会で決勝に進出し8位入賞（入賞は日本人2人目）。
2024年3月24日、昨夏から疲労骨折を患っていた左足小指にボルトを入れる手術を行ったことを公表した。
2024年3月31日、アワーズを退社。同年5月1日、新たな所属先となる西武・プリンスホテルズワールドワイドに入社。
2024年6月、パリ五輪選考会を兼ねた第108回日本陸上競技選手権大会で悪天候ながら2m25で2連覇を達成。五輪参加標準記録の2m33は突破できなかったが、世界ランキングでパリ五輪日本代表に内定した。2024年パリオリンピック決勝では自己ベストを1cm上回る2m31を1回目で成功し、日本勢として88年ぶりの入賞を果たした（過去最高順位タイの5位）。

## 年次ベスト
記録は日本陸上競技連盟公式サイトに基づく。
| 年度   | 記録 | 備考            |
| ------ | ---- | --------------- |
| 2011年 | 1m93 |                 |
| 2012年 | 2m02 |                 |
| 2013年 | 2m16 | 岐阜県高校記録  |
| 2014年 | 2m18 |                 |
| 2015年 | 2m25 |                 |
| 2016年 | 2m20 |                 |
| 2017年 | 2m22 |                 |
| 2018年 | 2m21 |                 |
| 2019年 | 2m24 |                 |
| 2020年 | 2m28 | 岐阜県記録      |
| 2021年 | 2m27 |                 |
| 2022年 | 2m28 |                 |
| 2023年 | 2m30 | 東海記録タイ    |
| 2024年 | 2m31 | 日本歴代4位タイ |